# 13. december
13. december er dag 347 i året i den gregorianske kalender (dag 348 i skudår). Der er 18 dage tilbage af året (også i skudår).
Dagens navn i den danske almanak er Lucia opkaldt efter den hellige Sankta Lucia. I Sverige er navnet Lucia, og i Norge er navnet Lucia og Lydia.

## Fest- og helligdage, der fast ligger på 13. december
Luciadag
Malta: Republic Day

### Begivenheder
Født - Dødsfald
- 1545 - På kirkemøde i Trento, Italien sidestilles den katolske tradition med Biblens ord. Dette sker som en reaktion på Reformationen.
- 1570 - Med freden i Stettin afslutter Den Nordiske Syvårskrig.
- 1577 - Francis Drake sætter sejl fra Plymouth på 'the Golden Hind' på sin jordomsejling.
- 1675 - Danske tropper angriber Wismar i Nordtyskland og indleder hermed Den Skånske Krig.
- 1642 - Den hollandske opdagelsesrejsende Abel Tasman opdager New Zealand, men adskillige af hans mænd dræbes, da de forsøger at komme i land.
- 1938 - Færøske sprogstrid: Færøsk bliver officielt skolesprog på Færøerne
- 1941 - Kongeriget Ungarn og Kongeriget Rumænien erklærer krig mod USA.
- 1949 - Knesset beslutter at flytte Israels hovedsad til Jerusalem.
- 1960 - I henhold til testamentet efter højesteretssagfører C.L. David overdrages Marienborg som gave til staten til brug for statsministeren.
- 1967 - Kong Konstantin må forlade Grækenland, da hans forsøg på at vælte militærjuntaen fejler.
- 1974 - Malta bliver en republik.
- 1981 - General Wojciech Jaruzelski erklærer Polen i undtagelsestilstand og arresterer ledelsen af fagbevægelsen Solidarność.
- 1996 - Kofi Annan vælges til ny generalsekretær for FN.
- 2001 - 12 mennesker omkommer ved et bombeattentat mod det indiske parlament i New Delhi.
- 2002 - Under EU-topmødet i København bliver man enige om betingelserne for udvidelse af EU med ti nye medlemslande.
- 2003 - 7½ måned efter, at præsident George W. Bush erklærede krigen i Irak for slut, lykkes det amerikanske styrker at tage den tidligere diktator, Saddam Hussein, til fange.
- 2005 - Bella Centeret ved København fungerer som valgsted til det irakiske parlamentsvalg, for op mod 15.000 irakere med bopæl i Danmark og Sydsverige.

### Født
- 1533 - Erik 14., svensk konge (død 1577).
- 1553 - Henrik 4., fransk konge (død 1610).
- 1797 - Heinrich Heine, tysk digter (død 1856).
- 1802 - Caspar Frederik Wegener, dansk historiker (død 1893).
- 1816 - Werner von Siemens, tysk opfinder og virksomhedsgrundlægger (død 1892).
- 1823 - Fritz Stockfleth, dansk lærer og grundlægger af sløjd undervisning (død 1889).
- 1830 - Mathilde Fibiger, dansk forfatter og kvindesagskvinde (død 1872).
- 1914 - Jørgen Beck, dansk skuespiller (død 1991).
- 1915 - Curd Jürgens, tysk-østrigsk skuespiller (død 1982).
- 1920 - George P. Shultz, amerikansk republikansk politiker (død 2021).
- 1921 - Frank Schaufuss, dansk balletmester og kgl. dansk solodanser (død 1997).
- 1923 - Philip Warren Anderson, amerikansk fysiker (død 2020).
- 1925 - Dick Van Dyke, amerikansk komiker.
- 1927 - Vibeke Klint, dansk væver (død 2019).
- 1929 - Christopher Plummer, canadisk skuespiller (død 2021).
- 1947 - Jacob Ludvigsen, dansk journalist og reklamemand (død 2017).
- 1949 - Tom Verlaine - Amerikansk sangskriver, guitarist og sangskriver og frontfigur i bandet Television (død 2023)
- 1952 - Jean Rouaud, fransk forfatter.
- 1953 - Ben Bernanke, amerikansk økonom og centralbankdirektør.
- 1954 - Hans-Henrik Ørsted, dansk cykelrytter.
- 1957 - Jens Jørn Spottag, dansk skuespiller.
- 1957 - Steve Buscemi, amerikansk skuespiller.
- 1967 - Jamie Foxx, amerikansk komiker, skuespiller og sanger.
- 1971 - Maria Hirse, dansk journalist, forfatter og studievært.
- 1972 - Thomas Falbe, dansk journalist og chefredaktør.
- 1974 - Janus Nabil Bakrawi, dansk skuespiller.
- 1975 - Tom DeLonge, amerikansk musiker.
- 1978 - Mathilde Gersby Rasmussen, tidligere dansk barneskuespiller (død 2016).
- 1981 - Amy Lee, amerikansk musiker fra Evanescence.
- 1989 - Taylor Swift, amerikansk country-sangerinde fra Nashville.

### Dødsfald
- 1466 - Donatello, italiensk billedhugger (født 1386).
- 1784 - Samuel Johnson, engelsk forfatter og leksikograf (født 1709).
- 1936 - Harald Westergaard, dansk statistiker og nationaløkonom (født 1853).
- 1944 - Wassily Kandinsky, russisk-fransk kunstner (født 1866).
- 1947 - Nicholas K. Roerich, russisk maler (født 1874).
- 1992 - Miskow Makwarth, dansk skuespiller (født 1905).
- 2001 - Chuck Schuldiner, amerikansk musiker (født 1967).

|  | Denne datoartikel kan blive bedre, hvis der indsættes et (bedre) billede Du kan hjælpe ved at afsøge Wikimedia Commons for et passende billede eller uploade et godt billede til Wikimedia Commons iht. de tilladte licenser og indsætte det i artiklen. |